# Гетро, Джон
Джон Артур Гетро (англ. John Arthur Getreu; 26 августа 1944, Ньюарк, штат Огайо, США - 22 сентября 2023, тюрьма «California Health Care Facility», штат Калифорния) — американский серийный убийца, совершивший в период с 1963 года по 1974 год серию из как минимум 3 убийств молодых девушек на территории штата Калифорния (США) и на территории  Западной Германии. Настоящее количество жертв Гетро неизвестно. Он является основным подозреваемым в совершении  еще ряда убийств и изнасилований. Причастность Джона Гетро к совершению двух убийств была доказана в 2018 году  на основании ДНК-экспертизы, спустя 44 года после их совершения.

## Биография
Джон Артур Гетро родился 26 августа 1944 года в городе Ньюарк (штат Огайо), в семье военнослужащего Армии США. Имел трёх братьев и сестёр. В 1960 году, отец Джона — Чарльз Гетро — был переведён для дальнейшего несения военной службы на территорию Западной Германии, куда он вскоре перевёз свою семью. Он продолжил служить на военной базе, расположенной в городе Бад-Кройцнах, где Джон провел свои юношеские годы. Джон Гетро посещал школу «Bad Kreuznach American High School», в которой учились дети американских военнослужащих. Вечером 8 июня 1963 года, незадолго до окончания школы 18-летний Джон  посетил школьную дискотеку, где встретил 15-летнюю Маргарет Уильямс, дочь армейского капеллана. После окончания танцев, Гетро повёл Маргарет на поле для игры в бейсбол, которое находилось на территории кампуса школы, где он совершил на девушку нападение, в ходе которого изнасиловал её и избил. Девушка получила черепно-мозговую травму, от осложнений которой скончалась. Так как Гетро и Уильямс на школьных танцах были замечены множеством свидетелей, после обнаружения тела Маргарет Джон стал основным подозреваемым в совершении убийства и был арестован. В ходе допроса Гетро не выдержал давления и признал свою вину в совершении изнасилования и убийства Уильямс. В июне 1964 года он был признан виновным по всем инкриминируемым ему действиям, после чего был приговорён к 10 годам лишения свободы — максимально возможному сроку лишения свободы, который мог быть применён к лицам, не достигшим совершеннолетия, в Западной Германии, так как на тот момент срок совершеннолетия наступал там в 21 год. Во время оглашения приговора Гетро выразил раскаяние в содеянном и попросил прощения у родственников жертвы.
Отбыв в заключении более 6 лет, Гетро получил условно-досрочное освобождение и вышел на свободу. После освобождения он покинул территорию Западной Германии и вернулся в США. Он остановился в городе Рино (штат Невада), где познакомился с девушкой по имени Сьюзан, которая вскоре стала его женой. После свадьбы, Гетро вместе со своей женой покинул штат Невада и переехал на территорию штата Калифорния. Он остановился в городе Пало-Алто, где проживал  с 1971 года по 1975 год. В этот период не имея образования, Джон вынужден был зарабатывать на жизнь низкоквалифицированным трудом. Он сменил ряд профессий. В разные годы Гетро работал охранником, плотником и лабораторным техником в больнице. В середине 1970-х Гетро вступил в организацию «Бойскауты Америки». Он получил должность вожатого и в свободное от работы время принимал участие в организации скаутских лагерей и походов. В 1975 году ему было предъявлено обвинение в сексуальных домогательствах по отношению к 17-летней девушке, которая также состояла в скаутском движении. Гетро был осужден, но часть обвинений была с него снята после того, как было достигнуто соглашение о примирении сторон в связи с заявлением его жертвы, которая заявила, что Джон загладил вред, причинённый ей им, в связи с чем Гетро получил в качестве наказания незначительный срок лишения свободы, а также был привлечен к административной ответственности с выплатой штрафа. После осуждения, жена Джона развелась с ним. В 1978 году Гетро женился во второй раз на девушке по имени Линда. После свадьбы он покинул территорию штата Калифорния и вернулся в город Ньюарк (штат Огайо), где проживали его родители и где он провел свое детство. В этом браке у Джона родилось двое детей. В этот период Гетро стал заниматься предпринимательской деятельностью. Он не демонстрировал никаких признаков психических заболеваний и девиантного поведения. Большинство его друзей и знакомых того периода отзывались о нём крайне положительно.
В конце 1980-х Джон Гетро покинул территорию штата Огайо и вернулся на территорию штата Калифорния. Он проживал на территории округа Аламида. В 2003 году вторая жена Джона умерла от осложнений рака, после чего в 2008 году он женился в третий раз. В этот период Джон вступил в организацию «Fremont Elks Lodge» которая представляла собой братский орден, насчитывающий более 1 000 000 человек и более 2000 филиалов по всей стране, деятельность которого сводилась к тому, чтобы прививать молодежи принципы милосердия, справедливости, братской Любви и верности, признать веру в Бога, способствовать благосостоянию членов ордена, оживлению духа американского патриотизма и к другим добродетелям. Гетро получил должность т.н. «возвышенного правителя» (англ. «Exalted Ruler»). В его обязанности входил контроль за выполнением обязанностей членами ордена, требуемых законами ордена и уставом Ложи.

## Разоблачение в убийствах
Джон Гетро был арестован 20 ноября 2018 года в своем доме на территории города Хейвард (штат Калифорния) по обвинению в совершении убийства 21-летней Лесли Перлов. Девушка пропала без вести на территории Пало-Альто 13 февраля 1973 года после того как отправилась домой после окончания рабочего дня в одной из юридических фирм. Лесли Перлов являлась выпускницей «Стэнфордского университета» и не была замечена в ведении маргинального образа жизни. Ее полностью одетый труп со следами сексуального насилия и признаками удушения был обнаружен через три дня после ее исчезновения на территории Стэнфордского университета. В ходе расследования личность ее убийцы в течение последующих десятилетий установить не удавалось. Очередной виток расследования начался в начале 2018 года, когда группа следователей-криминалистов по нераскрытым делам объединились со службой судебно-генеалогической экспертизы «Parabon Nanolabs», базирующейся на территории штата Виргиния, которая работает над раскрытием нераскрытых дел используя результаты ДНК-экспертиз. В ходе ДНК-экспертизы следов семенной жидкости, обнаруженных на теле Лесли Перлов бал выделен генотипический профиль подозревамого. Осенью того же года Джон Гетро был идентифицирован с помощью публичных сайтов генетической генеалогии в качестве убийцы девушки.
16 мая 2019 года Джону также на основании результатов ДНК-экспертизы было предъявлено обвинение в совершении еще одного убийства. Ему инкриминировалось обвинение в совершении убийства 21-летней Джанетт Энн Тейлор, которая была изнасилована и задушена 24 марта 1974 года в Пало-Альто. Последний раз девушка была замечена возле Стэнфордского университета при попытке с помощью автостопа покинуть территорию кампуса учебного заведения. Ее тело было обнаружено на следующий день в придорожной канаве на территории города Вудсайд (штат Калифорния) водителем службы доставки  к западу от межштатной автомагистрали I- 280. Джанетт Тейлор была дочерью известного тренера и бывшего игрока в американский футбол - Чака Тейлора. который на момент гибели дочери занимал административную должность в футбольной команде Стэнфордского университета .

## Судебные процессы
Судебный процесс по обвинению Гетро в совершении убийства Джанетт Тейлор открылся в конце августа 2021 года на территории округа Сан-Матео и продлился три недели. 15 сентября того же года вердиктом жюри присяжных заседателей Джон Гетро был признан виновным в совершении убийства Тейлор, после чего суд назначил ему в качестве уголовного наказания пожизненное лишение свободы без права на условно-досрочное освобождение. После вынесения приговора Гетро был этапирован на территорию округа Санта-Клара, где открылся судебный процесс по обвинению его в совершении убийства Лесли Перлов.
В последующие месяцы из-за ухудшения общего состояния здоровья Джона Гетро, судебный процесс был приостановлен. Гетро был помещен в госпиталь одного из тюремного учреждения, где ему был назначен курс лечения. В конце 2022 года судебный процесс был возобновлен, но 78-летний Гетро в связи с плохим самочувствием вынужден был присутствовать на судебных заседаниях из палаты госпиталя посредством видеосвязи. 10 января 2023 года он признал себя виновным в совершении убийства Лесли Перлов, заявив суду о том, что убил 21-летнюю девушку после того как она оказала ему сопротивление во время попытки изнасилования. 26 апреля 2023 года Гетро был приговорен ко второму пожизненному сроку лишения свободы.

## Смерть
После осуждения Гетро из-за проблем со здоровьем был этапирован  в тюрьму  «California Health Care Facility», в которой отбывают уголовное наказание осужденные, достигшие пожилого возраста и нуждающиеся в медицинском уходе. Находясь в этой тюрьме, Джон Гетро умер 22 сентября 2023 года.